# Präsident von Ungarn
Der Präsident der Republik Ungarn (ungarisch Magyarország köztársasági elnöke) ist das Staatsoberhaupt des mitteleuropäischen Staates Ungarn. Seit dem 5. März 2024 ist Tamás Sulyok amtierender Staatspräsident.

## Verfassungsrechtliche Stellung
Laut der aktuellen Verfassung von 2011 ist der Präsident das Oberhaupt des Staates. Er verkörpert die Einheit der Nation, vertritt den Staat Ungarn und wacht über die demokratische Tätigkeit der staatlichen Organe.

## Kompetenzen
Der Präsident hat die folgenden Kompetenzen und Aufgaben:
- kann an den Sitzungen des Parlaments teilnehmen und das Wort ergreifen
- kann Gesetze initiieren
- kann Volksabstimmungen auf Landesebene initiieren
- setzt den Zeitpunkt für Parlaments-, Bürgermeister- und Europawahlen, sowie Volksabstimmungen auf Landesebene fest
- trifft Entscheidungen in Fragen, die eine besondere Rechtsordnung berühren
- beruft die konstituierende Sitzung des Parlaments ein
- hat das Recht das Parlament aufzulösen
- kann verabschiedete Gesetze zur Untersuchung der Konformität mit dem Grundgesetz dem Verfassungsgericht zuleiten oder zwecks Erwägung an das Parlament zurückleiten
- unterbreitet Vorschläge für die Person des Ministerpräsidenten, des Präsidenten der Kúria (Oberster Gerichtshof Ungarns), des obersten Staatsanwalts und des Beauftragten für Grundrechte
- ernennt die Berufsrichter und den Präsidenten des Haushaltsrates
- bestätigt den Präsidenten der Ungarischen Akademie der Wissenschaften in seinem Amt
- hat den Oberbefehl über die Streitkräfte (Heer und Luftwaffe) inne
- gestaltet den organisatorischen Aufbau seines Amtes

Für folgende Maßnahmen und Entscheidungen des Präsidenten ist die Gegenzeichnung eines Regierungsmitglieds erforderlich:
- erkennt aufgrund der Ermächtigung des Parlaments die verbindliche Wirkung internationaler Verträge an
- beauftragt und empfängt Botschafter und Gesandte
- ernennt Minister, den Präsidenten der Ungarischen Nationalbank und dessen Vizepräsidenten, Leiter selbständiger Regulierungsorgane und Universitätsprofessoren
- beauftragt die Rektoren der Universitäten
- ernennt und befördert Generäle
- verleiht im Gesetz festgelegte Auszeichnungen, Preise und Titel bzw. genehmigt das Tragen von ausländischen staatlichen Auszeichnungen
- übt das individuelle Begnadigungsrecht aus
- entscheidet in den in seinen Aufgaben- und Kompetenzbereich fallenden Fragen der territorialen Organisation
- entscheidet in Angelegenheiten, die mit dem Erwerb und dem Verlust der Staatsangehörigkeit zusammenhängen
- entscheidet in allen Angelegenheiten, die vom Gesetz in seinen Kompetenzbereich verwiesen werden

## Wahl
Der Präsident wird vom Parlament in geheimer Abstimmung für eine Amtszeit von fünf Jahren gewählt. Eine Wiederwahl ist nur einmalig möglich. Der Präsident ist mindestens dreißig, höchstens sechzig Tage vor dem Ablauf des Mandats des früheren Präsidenten – ist das Mandat vorzeitig erloschen, innerhalb von dreißig Tagen ab Erlöschen des Mandats – zu wählen. Die Wahl wird vom Parlamentspräsidenten anberaumt.
Gewählt werden kann jede Person, welche die ungarische Staatsangehörigkeit besitzt und mindestens das fünfunddreißigste Lebensjahr vollendet hat. Der Wahl geht eine Nominierung voraus. Zur Gültigkeit der Nominierung ist die schriftliche Empfehlung von mindestens einem Fünftel der Abgeordneten des Parlaments erforderlich. Die Empfehlung ist dem Parlamentspräsidenten vor der Anordnung der Abstimmung vorzulegen. Jeder Abgeordnete kann einen Kandidaten empfehlen. Die Empfehlungen desjenigen, der mehrere Kandidaten nominiert, sind alle ungültig.
Als gewählt gilt der Kandidat, welcher in der ersten Wahlrunde die Stimmen von mindestens zwei Dritteln der Abgeordneten des Parlaments erhalten hat.
War die erste Wahlrunde erfolglos, so ist eine zweite Abstimmung abzuhalten. Bei der zweiten Abstimmung können die Stimmen auf jene zwei Kandidaten abgegeben werden, die im ersten Wahlgang die meisten Stimmen erhalten hatten. Hatte es bei der ersten Abstimmung auf dem ersten Platz einen Gleichstand gegeben, können die Stimmen auf jene Kandidaten abgegeben werden, die die meisten Stimmen erhalten hatten. Hatte es bei der ersten Abstimmung erst auf dem zweiten Platz einen Gleichstand gegeben, können die Stimmen auf jene Kandidaten abgegeben werden, die die beiden meisten Stimmen erhalten hatten. Als aufgrund des zweiten Wahlganges gewählter Präsident gilt, wer – ohne Rücksicht auf die Zahl der an der Wahl Teilnehmenden – die meisten gültigen Stimmen erhalten hat. Ist auch der zweite Wahlgang erfolglos, dann ist aufgrund einer wiederholten Nominierung eine neue Wahl abzuhalten.
Das Wahlverfahren muss innerhalb von höchstens zwei aufeinander folgenden Tagen abgeschlossen sein.

## Amtsantritt
Der gewählte Präsident tritt bei Ablauf des Mandats des früheren Präsidenten – bei vorzeitigem Erlöschen des Mandats am achten Tag nach der Verkündung des Ergebnisses der Wahl – sein Amt an. Vor seinem Amtsantritt legt er vor dem Parlament den Eid ab.

## Unvereinbarkeit
Das Präsidentenamt ist unvereinbar mit allen anderen staatlichen, gesellschaftlichen, wirtschaftlichen und politischen Ämtern oder Mandaten. Der Präsident darf keiner anderen Erwerbstätigkeit nachgehen. Er darf für andere Tätigkeiten (ausgenommen unter Urheberrechtsschutz fallende Tätigkeiten) keine Vergütung annehmen.

## Ende der Amtszeit
In folgenden Fällen erlischt das Mandat des Präsidenten:
- mit dem Ablauf der Dauer seines Mandats
- mit seinem Ableben
- wenn er über eine Zeitdauer von 90 Tagen hinaus außerstande ist, seine Aufgaben zu versehen
- wenn die zu seiner Wahl erforderlichen Voraussetzungen nicht mehr bestehen
- mit der Erklärung der Unvereinbarkeit
- mit seinem Rücktritt
- durch die Entziehung des Titels des Präsidenten der Republik

## Immunität und strafrechtliche Verfolgung
Der Präsident genießt während seiner Amtszeit vollständige Immunität. Gegen ihn kann ein Strafverfahren erst nach dem Ende seiner Amtszeit eingeleitet werden.
Sollte der Präsident gegen das Grundgesetz oder im Zusammenhang mit der Ausübung seines Amtes gegen ein anderes Gesetz vorsätzlich verstoßen oder eine vorsätzliche Straftat begehen, kann ein Fünftel der Abgeordneten des Parlaments die Amtsenthebung vorschlagen. Zur Einleitung des Amtsenthebungsverfahrens sind die Stimmen von zwei Dritteln der Abgeordneten erforderlich. Die Abstimmung darüber findet geheim statt. Von der Beschlussfassung des Parlaments an bis zum Abschluss des Amtsenthebungsverfahrens darf der Präsident seine Kompetenzbereiche nicht ausüben.
Die Durchführung eines Amtsenthebungsverfahrens fällt in den Kompetenzbereich des Verfassungsgerichts. Stellt dieses im Ergebnis des Verfahrens die Verantwortlichkeit des Präsidenten im Sinne des öffentlichen Rechts fest, so kann es ihn seines Amtes entheben.

## Amtsunfähigkeit und Vakanz
Im Falle einer vorübergehenden Verhinderung des Präsidenten werden seine Aufgaben- und Kompetenzbereiche bis zum Ende der Verhinderung vorübergehend vom Parlamentspräsidenten übernommen. Der Parlamentspräsident übernimmt ebenfalls die Amtsgeschäfte bei Beendigung der Amtszeit des bisherigen Präsidenten bis zum Amtsantritt des neu gewählten Präsidenten.
Der Parlamentspräsident kann seine Rechte als Abgeordneter des Parlaments nicht ausüben, wenn er den Präsidenten in seinem Amt vertritt. In diesem Zeitraum werden seine Aufgaben und Pflichten durch einen vom Parlament gewählten Vizepräsidenten ausgeübt.